# Regionale raad van Lager Galilea
De regionale raad van Lager Galilea (Hebreeuws: מועצה אזורית הגליל התחתון, Mo'atza Azorit HaGalil HaTahton) is een regionale raad in Israël.

## Gemeenschappen
| Kibboetsen - Beit Keshet - Beit Rimon - Lavi | Moshaven - Arbel - HaZore'im - Ilaniya - Kfar Hittim - Kfar Kisch - Kfar Zeitim - Sde Ilan - Shadmot Dvora - Sharona | Dorpen - Giv'at Avni - Masad - Mitzpe Netofa - Hodayot - Mitzpa |

Abu Basma · Alona · al-Batuf · Be'er Tuvia · Beit She'an Vallei · Bnei Shimon · Brenner · Bustan al-Marj · Centraal Arava · Drom HaSharon · Esjkol · Gan Raveh · Gederot · Gezer · Gilboa · Golan · Gush Etzion · Har Hebron · Hefervallei · Hevel Eilot · Hevel Modi'in · Hevel Yavne · Hof Ashkelon · Hof HaCarmel · Hof HaSharon · Jizreëlvallei · Emek HaYarden · Bik'at HaYarden · Lakhish · Lev HaSharon · Lodvallei · Lager Galilea · Ma'ale Yosef · Mateh Asher · Mateh Binyamin · Mateh Yehuda · Megiddo · Megilot · Menashe · Merhavim · Merom HaGalil · Mevo'ot HaHermon · Misgav · Nahal Sorek · Ramat HaNegev · Sha'ar HaNegev · Sdot Negev · Shafir · Shomron · Tamar · Hoger Galilea · Yoav · Zevoeloen